# 熊本県立人吉高等学校五木分校
熊本県立人吉高等学校五木分校（くまもとけんりつ ひとよしこうとうがっこう いつきぶんこう）は、熊本県球磨郡五木村甲にある熊本県立人吉高等学校の分校である。生徒の多数は球磨地域管内の中学校からであり、ここ数年五木村立五木中学校からの入学者は少ない。日本の公立高校としては、長崎県立宇久高等学校と並び、最も生徒数が少ない高校の一つである。

## 沿革
- 1972年1月1日 - 熊本県立人吉高等学校五木分校創立
- 1972年11月 - 五木第一中学校隣接地に校舎が完成し、移転
- 1982年10月 - 開校10周年記念行事実施
- 1992年10月 - 開校20周年記念行事実施
- 2002年10月 - 開校30周年記念行事実施
- 2005年4月 - 五木中学校・五木分校の職員に兼務が発令され、それぞれ乗り入れしての授業が開始
- 2007年9月 - 新校舎移転

## 体育大会
分校では隣接するいつき保育園、五木東小学校、五木中学校と合同で「保小中高大運動会」を実施している。

## 部活動

### 運動系
- 総合運動部（バドミントン）

### 文化系
- パソコン部、総合文化部（写真、自然探究、文芸・ART）